# Chlorita hungarica
Chlorita hungarica är en insektsart som först beskrevs av Ribaut 1933.  Chlorita hungarica ingår i släktet Chlorita och familjen dvärgstritar. Inga underarter finns listade i Catalogue of Life.